# Pastorie van Zutendaal

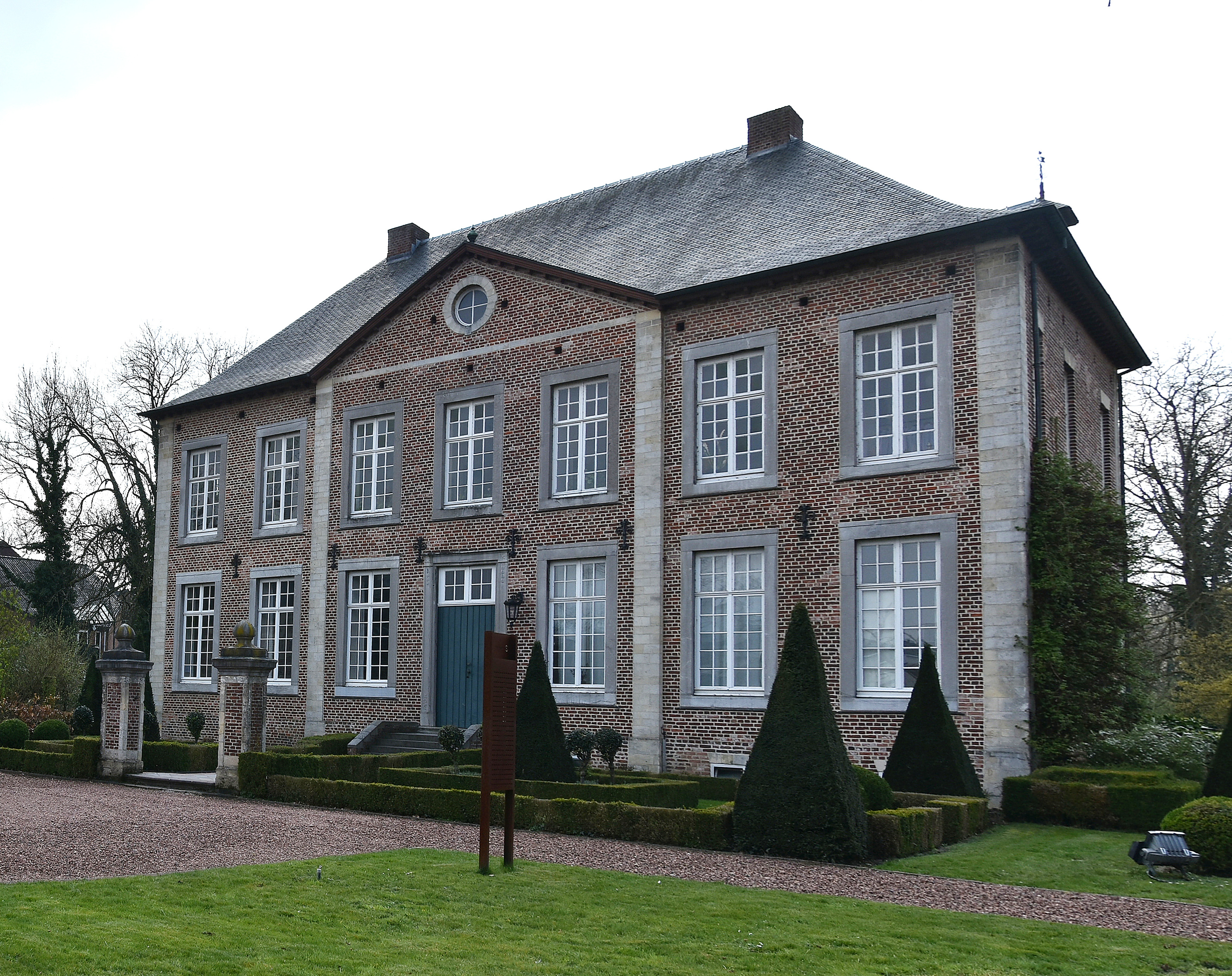
De pastorie in 2019

De pastorie van Zutendaal is een classicistisch bouwwerk uit 1783, gelegen aan Vijverplein 2.
De pastorie werd gebouwd door de Norbertijnen van de Abdij van Averbode. Oorspronkelijk stond hier een 17e-eeuws bouwwerk. In 1783 werd dit vervangen door het huidige, classicistische, gebouw. Van het oorspronkelijke bouwwerk bleef de toegangspoort uit 1661 over. Dit gebouw heeft een leien tentdak en het bevat een duiventoren. Het is gebouwd met baksteen en mergelsteen. Naast de duiventoren werd een 19e-eeuws koetshuis gebouwd.
Het huidige gebouw werd ontworpen door Mathias Soiron. Het is strak symmetrisch en heeft een driehoekig fronton, waarin zich een rond venster bevindt. Het interieur heeft een rijke stucversiering in Lodewijk XVI-stijl en fraaie schouwen en houtwerk. Het interieur omvat een schilderij, voorstellende Christus aan het Kruis, dat aan Anthony van Dyck wordt toegeschreven. Er is een 15e-eeuws houten Mariabeeldje, en ook een Sint-Anna en een Sint-Jacobus de Meerdere, beide uit de 17e eeuw. Ook is er een getijdenboek uit 1625.